# Die Architekten (Roman)

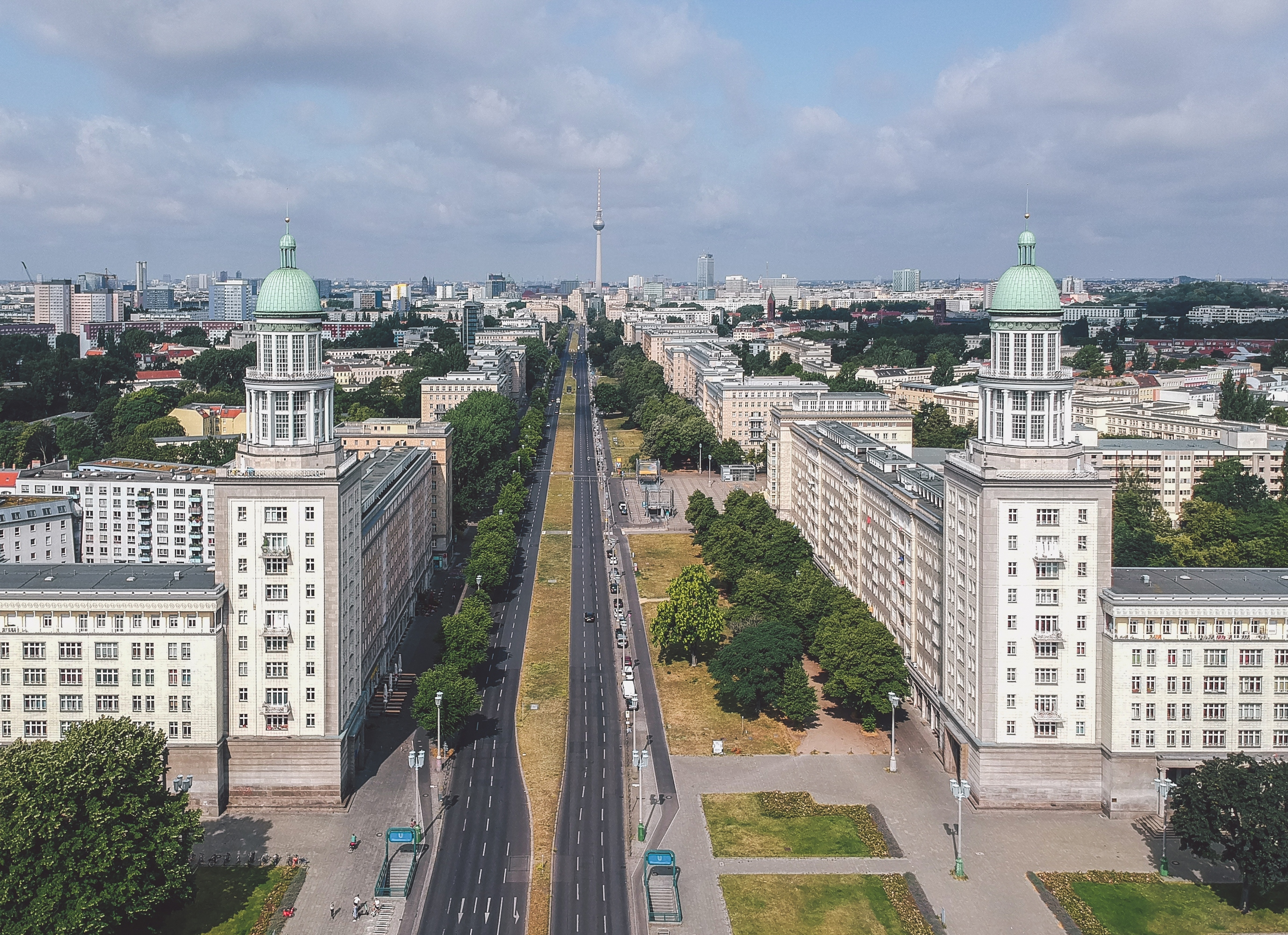
Karl-Marx-Allee in Berlin als Beispiel für Sozialistischen Klassizismus

Die Architekten ist ein 1963 bis 1966 verfasster Roman von Stefan Heym, der erst 2000 in deutscher Sprache erschien (in englischer Originalsprache erst 2005 veröffentlicht). Der Autor setzt sich darin mit der Wende in der Architektur (Abkehr vom sozialistischen Klassizismus) und der unzureichenden Aufarbeitung des Stalinismus in der DDR auseinander.

## Ort und Zeit
Der Roman spielt von Winter 1955 bis Herbst 1956, abgesehen von einem Prolog, der den Tod von Julias Vater Julian Goltz bei der Auslieferung deutscher Kommunisten durch das Stalin-Regime an NS-Deutschland in Brest im Oktober 1940 und das Martyrium von Julias Eltern und den Tod von Julias Mutter Babette in einem Moskauer NKWD-Gefängnis vorher darstellt. Schauplatz ist eine nicht näher bezeichnete Bezirkshauptstadt in der DDR.

## Charaktere

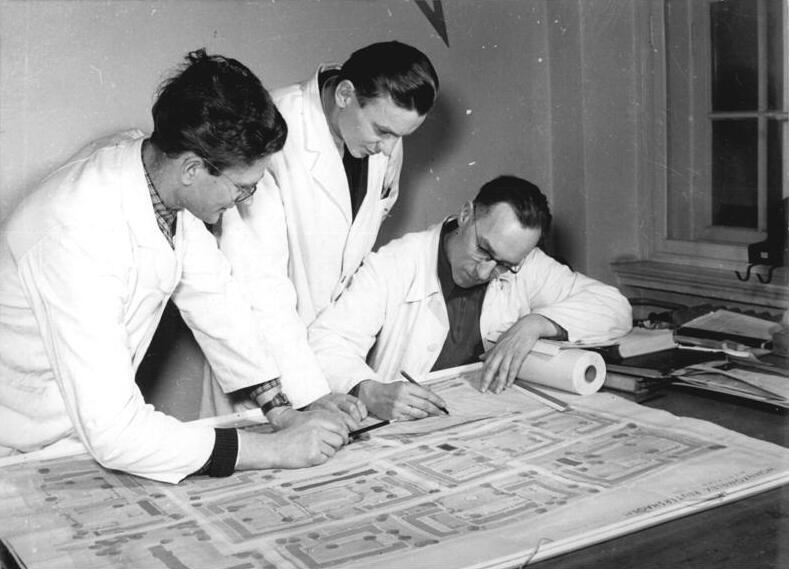
Rostock 1955: Architekten mit Bebauungsplan

Professor Arnold Sundstrom steht im Mittelpunkt. Er hat am Bauhaus in Dessau studiert ebenso wie sein Studienkollege Daniel Tieck. Tieck war der Begnadete, aller Liebling, nicht Sundstrom. Der musste hart dafür arbeiten, was Tieck zufiel. Tieck hat aus Sundstrom einen Kommunisten gemacht, auch darin war er besser. Beide emigrieren 1933 nach Prag und im Auftrag der KPD 1936 nach Moskau, wo sie als Architekten arbeiten. Während Tieck 1940 auf Grund einer Denunziation von Arnold Sundstrom verhaftet und in den Gulag des NKWD gesteckt wird, macht Sundstrom Karriere in der Sowjetunion und wird nach dem Krieg Chefarchitekt in einer Bezirkshauptstadt der DDR.
Daniel Tieck wird nach 16 Jahren Haft im NKWD-Gulag in Sibirien infolge der Amnestie nach der Entstalinisierung in der Sowjetunion 1956 entlassen und kehrt in die DDR zurück.
Arnold Sundstrom ist mit der weit jüngeren Julia Sundstrom verheiratet. Sie ist die Tochter des kommunistischen Ehepaares, Julian und Babette Goltz. Arnold Sundstrom und auch Daniel Tieck kannten sie, Daniel Tieck war mit ihnen sogar befreundet. Julian und Babette Goltz sind den stalinistischen Säuberungen zum Opfer gefallen, weil Arnold Sundstrom sie beim NKWD angezeigt hatte. Arnold Sundstrom hat Julia in Moskau aus einem Kinderheim geholt und später geheiratet. Sie haben einen Sohn mit Namen Julian (4 Jahre).
Julia Sundstrom ist Architektin und in der Gruppe von Arnold Sundstrom beim Architekturamt der Stadt beschäftigt. Zur Gruppe der Architekten gehören außerdem der aus Jugoslawien emigrierte junge kroatische Kommunist Edgar Wukowitsch sowie die beiden Deutschen Waltraut Greve und John Hiller.
Genosse Tolkening ist der erste Sekretär der SED-Bezirksleitung, der mächtigste Mann im Bezirk. Auch seine Karriere, wie die von Arnold Sundstrom, begann in der Sowjetunion unter Stalin. Nun setzt er die Entstalinisierung in der DDR um.
Als Nebenprotagonisten spielen Genossin Elise Tolkening (Frau des SED-Bezirkssekretärs und DFD-Funktionärin), Genosse Riedel (Bürgermeister), Genosse Leopold Bunsen (Chefredakteur des SED-Bezirkszeitung), Axel von Heerbrecht (Rundfunkjournalist), Karl-August Mischnik (ein „Dichterfürst des Proletariats“) Warlimont (FDJ-Funktionär) und Käthchen Kranz (Sängerin und „heitere Muse der Republik“) eine Rolle.

## Handlung

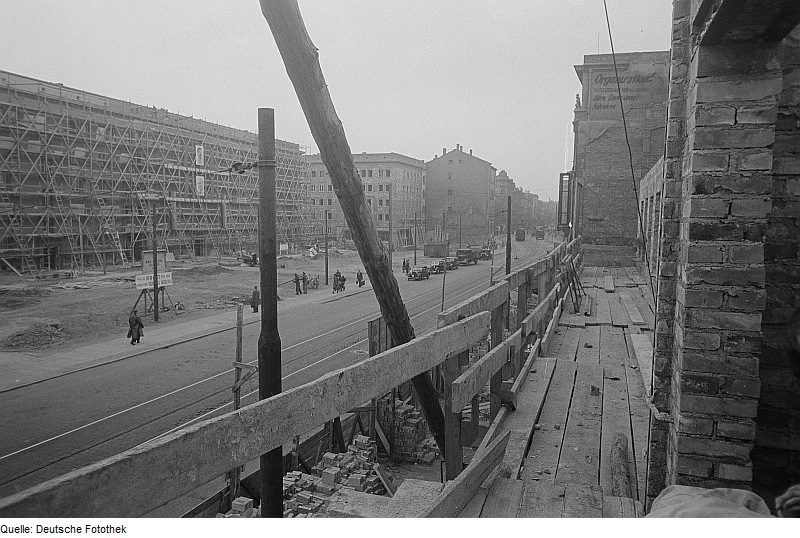
Leipzig: Baustelle der Straße der III.Weltfestspiele

Die Architekten haben in der kriegszerstörten Stadt die Straße des Weltfriedens projektiert. Der erste Bauabschnitt ist fertig, die Planung der Verlängerung (zweiter Bauabschnitt) steht an. Aufgrund von Ereignissen in der Sowjetunion besteht eine Verunsicherung, in welchem Architekturstil geplant werden soll. Die Genossen in Berlin wollen es anders, können aber nicht sagen, wie.
John Hiller zeigt Julia Sundstrom ein Buch mit Ansichten der Charlottenburger Chaussee, wie sie von den Architekten um Albert Speer in der Nazizeit für den Wiederaufbau nach dem Krieg geplant worden ist. Da der Stil sehr dem der Straße des Weltfriedens ähnelt, bekommt sie Zweifel am Sozialismus. Dieser Zweifel ist für sie eine Katastrophe. Hatte ihr Ersatzvater, Mann und Vorbild Arnold Sundstrom nicht immer behauptet, dass dieser unter Stalin geförderter Stil Ausdruck des Wollens und der Würde der Arbeiterklasse sei. Als Daniel Tieck aus dem Gulag in die DDR zurückkehrt und auch in Sundstroms Architekturgruppe untergebracht wird, werden die Zweifel durch die Kritik von Daniel Tieck, der einen funktionalen Entwurf im Bauhaus-Stil vorlegt, bestärkt. Für Tieck geht es nicht um ideologisches Theoretisieren, sondern um praktisches und funktionales Bauen für die Menschen. Für Sundstrom ist das antisozialistischer Formalismus.
Doch gerade dreht sich infolge des Entstalinisierungsprozesses in der Sowjetunion (Chruschtschows Geheim-Rede auf dem XX. Parteitag der KPdSU 1956) der Wind auch in der DDR. Sundstroms Projekt zur Verlängerung der Straße des Weltfriedens wird abgelehnt. Es herrscht Verunsicherung. Es gibt noch keine zentralen Direktiven, in welchem Architekturstil denn gebaut werden soll. Selbst der Genosse Tolkening und die Genossen in Berlin können nichts sagen, warten ab.
Die zweite Ebene ist die der Aufklärung der Familiengeschichte. Julia von Arnold Sundstrom aufgezogen, sozialisiert sowie stalinistisch indoktriniert und zu seiner Frau gemacht, geht immer noch davon aus, dass ihre Eltern kapitalistische Agenten waren und deshalb folgerichtig hingerichtet wurden. Erst in der Auseinandersetzung um die von Sundstrom als konterrevulutionär abgelehnten Vorschläge von Tieck zur Verlängerung der Straße des Weltfriedens, erfährt sie, dass Sundstrom ihre Eltern denunziert hatte. Sie trennt sich von ihm, geht mit John Hiller eine Liebesbeziehung ein und zieht mit ihm in eine Hütte im fiktiven Ostseebad Kleinmallenhagen. Ihr Mann erpresst sie mit dem Entzug des Erziehungsrechtes von Julian, ihrem gemeinsamen Sohn, so dass sie in das gemeinsame und gut situierte Haus mit Haushälterin zurückzieht.
Nachdem Daniel Tieck in Moskau die Einzelheiten recherchiert und die Rehabilitierung von Julian und Babette Goltz, der Eltern von Julia, erreicht hat, ist klar, dass Arnold Sundstrom Julias Eltern ungerechtfertigt in Moskau denunziert hat. Sie waren unschuldig. Er verteidigt sich mit seiner eigenen Existenzangst und seiner Parteidisziplin. Es war eben eine andere Zeit. Es sei schon wichtig zu den Mächtigen zu gehören. Außerdem hatte es ja Indizien (zwei gleichlautende Telegramme aus verschiedenen Zeiten, die den Tod von Julian Goltz’ Vater mitteilten – man hat doch nur einen Vater oder!) für die Schuld von Julias Eltern gegeben. Tieck kann die Indizien entkräften. Und er fragt Arnold Sundstrom, warum er ihn den auch denunziert hätte, ohne Indizien. So überführt, will sich Arnold Sundstrom das Leben nehmen. Aber er ist ein Machtmensch, will seine jetzige Position nicht aufgeben. Er schreckt zurück. Sei er nicht dadurch gerechtfertigt, dass er in dieser Zeit und danach so viele Häuser gebaut habe?
Was die Straße des Weltfriedens betrifft, verordnen die Genossen in Berlin einen städtebaulichen Wettbewerb. Es gibt zwei konkurrierende Entwürfe, der eine von Professor Sundstrom und John Hiller, der andere von Daniel Tieck und Julia Sundstrom. Die Funktionäre, allen voran Genosse Tolkening, wagen nicht, das Projekt von Arnold Sundstrom zu kippen. Hatten sie doch alle an der alten Gestaltung der Straße des Weltfriedens mitgewirkt. Aber Professor Sundstrom soll den Nationalpreis nicht bekommen, für den er schon im Gespräch war, darf aber die Straße des Weltfriedens nach seinem Entwurf weiter bauen. Daniel Tieck und Julia Sundstrom wird ein anderes Projekt angeboten. Es fällt ein Schlüsselsatz, der die nicht vollständig durchgeführte Entstalinisierung in der DDR charakterisiert: „die unterbrochene Bewegung lässt jedes Gleichgewicht ungewiss erscheinen.“ Sinnfällig verliert der Genosse Pietsch vom Zentralkomitee der SED oder der Genosse Wilczinsky von der Zentralen Plankommission der DDR beim Gedränge zum Fototermin das Gleichgewicht und stürzt auf das Gipsmodell des Projektes Sundstrom-Hiller. „Sundstrom warf sich nach vorn, versuchte zu retten, was sich retten ließ -“
Julia Sundstrom findet das private Glück für sich und ihren Sohn in der Beziehung zu Daniel Tieck.

## Interpretation

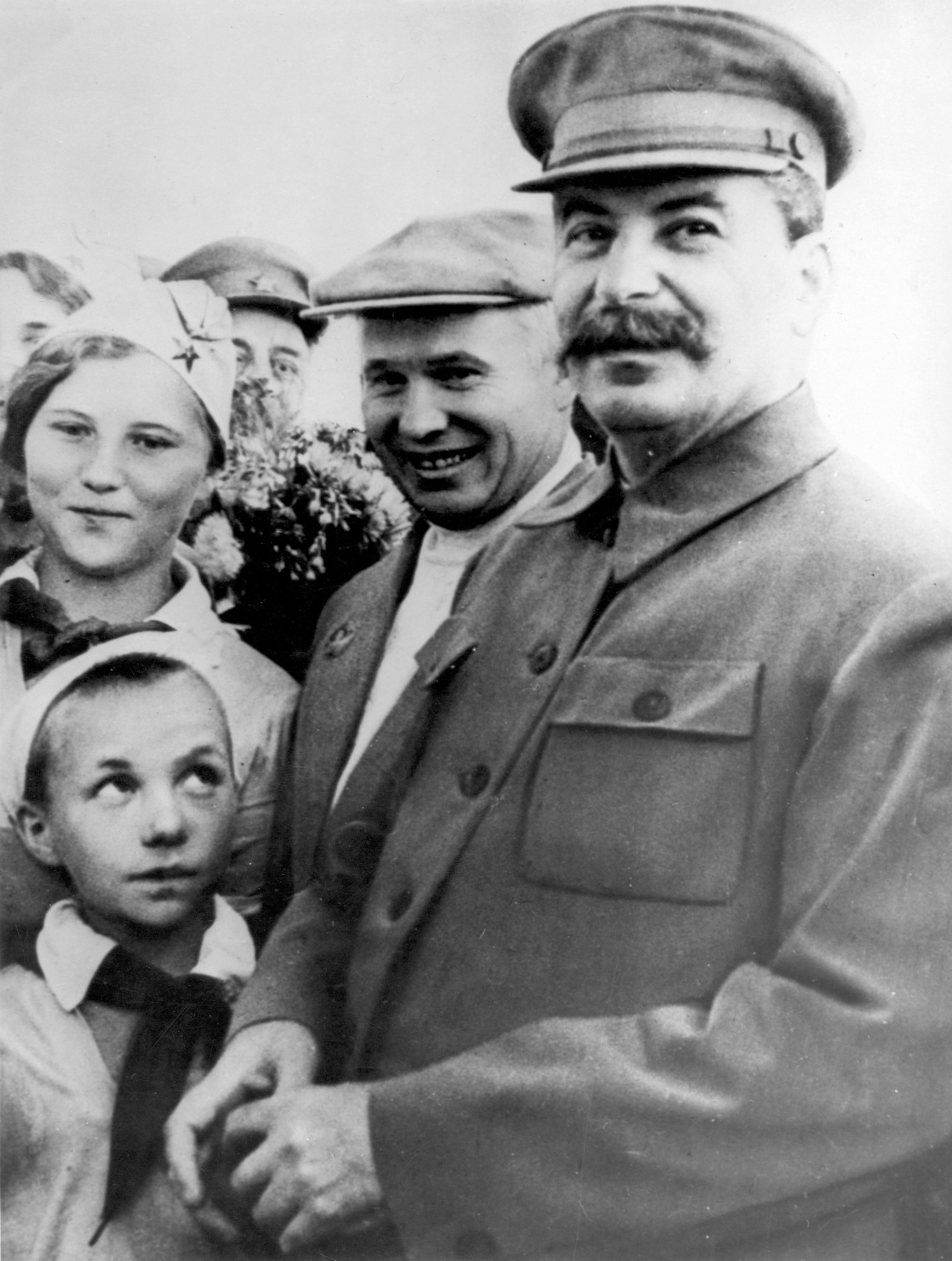
Chruschtschow und Stalin in den 1930er Jahren

Im Roman geht es um die Rolle der Architektur sowie um Stalinismus und Entstalinisierung.
Bereits 1954 hat Chruschtschow auf der Allunionskonferenz in Moskau eine Rede vor Bauleuten gehalten. Dabei kritisierte er das teure Repräsentationsgehabe des sozialistischen Klassizismus und seine Stilblüten (den sogenannten Zuckerbäckerstil). Die Rede wurde 1955 in der DDR unter dem Titel Besser, schneller und billiger bauen! veröffentlicht. Das funktionale Bauen des Bauhauses wurde in der Stalin-Ära als formalistisch und kosmopolitisch verurteilt. Mit der Chruschtschtow-Rede wurde es ansatzweise rehabilitiert.
Die Geheimrede auf dem XX.Parteitag folgte 1956. Darin wurde enthüllt, dass unter Stalin Unschuldige verfolgt und massenweise ermordet worden sind.
Das Ende des Romans zeigt die halbherzige Aufarbeitung der stalinistischen Vergangenheit. Insofern kann der Roman als Kritik an der unterbrochenen, unvollständigen Entstalinisierung in der DDR gelesen werden.
Die alten unter den Bedingung des Stalinismus geformten Kader, Tolkening, Sundstrom, bleiben an der Macht und müssen sich für ihre Verbrechen nicht verantworten. Sie tragen weiter ihren Politikstil, der Selbstherrlichkeit, Unterdrückung anderer Meinung, der Denunziation, der Angst, der ideologischen Dogmatik u. a. in die Gesellschaft der DDR.

### Primärliteratur
- The architects. Northwestern University Press, Evanston (Illinois) 2005. ISBN 978-1-907970-13-9 (Entstanden ca. 1963–1966, bis 2005 als englischer Originaltext unveröffentlicht.)

Dt. Titel: Die Architekten. Roman. C. Bertelsmann, München 2000, ISBN 3-570-00441-4

### Rezensionen
- Rezension von Manfred Jäger, Deutschlandfunk vom 27. Oktober 2000[2]
- Rezension von Heinrich Wefing: Heuchelei in Stein, Frankfurter Allgemeine Zeitung vom 26. August 2000[3]
- Deutsche Welle, 100 gute Bücher: Stefan Heym, Die Architekten, abgerufen am 28. Dezember 2021[4]
- Stefan Heym, Die Architekten auf Perlentaucher.de, abgerufen am 28. Dezember 2021[5]

### Film
- Die Frau des Architekten, ARD 2003, Regie: Diethard Klante, Drehbuch: Diethard Klante, mit Jeanette Hain (Julia Sundstrom), Robert Atzorn (Arnold Sundstrom), Hans-Michael Rehberg (Daniel Tieck), Matthias Matschke (Hans Hiller) u. a.